# 102-мм корабельна гармата Mk IV, XII, XXII
102-мм (4-дюймова) універсальна корабельна артилерійська система марки QF Mark IV, XII, XXII (англ. QF 4 inch naval gun Mk IV, XII, XXII) — британська універсальна корабельна система періоду Першої та Другої світових війн. Артилерійська система QF Mk IV була прийнята на озброєння Королівського ВМФ Великої Британії на початку XX століття на заміну Mk VIII і стала основним корабельним озброєнням багатьох бойових кораблів різного типу, що перебували на озброєнні британських та країн Співдружності військово-морських сил.

## Зміст
Корабельна гармата 4"/40 QF Mk IV була розроблена на початку XX століття й надійшла на озброєння багатьох британських бойових кораблів, насамперед есмінців, лідерів і деяких крейсерів напередодні Першої світової війни. Перші зразки мали номенклатуру Mk IV і мали недобру репутацію під час бойових дій у світовій війні через часті випадки заплішування. Подальші версії гармати Mk XII, XII* і XXII були подальшим розвитком 4-ї серії гармат Mark IV, але спеціально розроблялися для встановлення на підводних човнах. Перший зразок оновленої моделі корабельної гармати Mk XII з'явився на підводному човні L33 у жовтні 1919.
Під час Другої світової війни ця артилерійська система різної модифікації використовувалася для озброєння допоміжних суден.

## Список типів бойових кораблів, на яких використовувалася4"/40 QF Mk IV
- Крейсери-скаути типу «Форвард» (у результаті переозброєння в 1911)
- Крейсери-скаути типу «Сентинел» (у результаті переозброєння в 1911—1912)
- Крейсери-скаути типу «Патфайндер» (у результаті переозброєння в 1911—1912)
- Крейсери-скаути типу «Едвенчур» (у результаті переозброєння в 1911—1912)
- Ескадрені міноносці типу «Акаста» (1911)
- Ескадрені міноносці типу «Лафора» (1913)
- Ескадрені міноносці типу «Ярроу-M» (1912—1915)
- Ескадрені міноносці типу «Адміралті-M» (1913)
- Ескадрені міноносці типу «Торнікрофт-M» (1913—1915)
- Ескадрені міноносці типу «Хотон-M» (1914)
- Ескадрені міноносці типу «Талісман» (1914)
- Ескадрені міноносці типу «Медея» (1914)
- Лідери типу «Фолкнор» (1914)
- Лідери типу «Марксмен» (1914)
- Лідери типу «Паркер» (1915)
- Ескадрені міноносці типу «Пізній Ярроу-M» (1915)
- Ескадрені міноносці типу «R» (1916)
- Ескадрені міноносці типу «S» (1917)
- Тральщики типу «Фанді»

### Список підводних човнів, на яких використовувалася4"/40 QF Mk XIIтаMk XXII
- Підводні човни типу «L»
- Підводні човни типу «Одін»
- Підводні човни типу «Партіан»
- Підводні човни типу «Рівер»
- Підводні човни типу «Грампус»
- Підводні човни типу «T»
- Підводні човни типу «S» (1931)
- Підводні човни типу «Емфіон»

## Зброя схожа за ТТХ та часом застосування
- 102-мм корабельна гармата QF 4 inch Mk V
- 102-мм корабельна гармата BL 4-inch Mk IX
- 102-мм корабельна гармата QF 4 inch Mk XIX
- Морська гармата 10,5 см SK C/32
- 105-мм корабельна гармата SK C/33
- 105-мм корабельна гармата SK L/45
- 100-мм корабельна гармата OTO Mod. 1924/1927/1928
- 102-мм корабельна гармата 102/35 Mod. 1914
- / 102 мм гармата Обухівського заводу
- 102-мм корабельна гармата (Б-2)
- 100-мм корабельна гармата (Б-34)
- 100-мм корабельна гармата 100 mm/45 Model 1930
- 105-мм корабельна гармата 4"/40
- 102-мм корабельна гармата Mark 4"/50